# Jacob Barrett Laursen
Jacob Barrett Laursen (Arden (Dinamarca), 17 de novembro de 1994) é um futebolista profissional dinamarquês que atua como Lateral, atualmente defende o Häcken.

## Carreira
Jacob Barrett Laursen fez parte do elenco da Seleção Dinamarquesa de Futebol nas Olimpíadas de 2016.